# Котовка (Березовский район)
Котовка (укр. Котовка, до 2016 г. — Котовское) — село, относится к Березовскому району Одесской области Украины. Расположено на реке Слепуха.
Население по переписи 2001 года составляло 95 человек. Почтовый индекс — 67311. Телефонный код — 4856. Занимает площадь 0,581 км². Код КОАТУУ — 5121285703.

## Местный совет
67311, Одесская обл., Березовский р-н, с. Червоновладимировка, ул. Шевченка, 32а